# Hypena undistrigata
Hypena undistrigata är en fjärilsart som beskrevs av Joannis 1929. Hypena undistrigata ingår i släktet Hypena och familjen nattflyn. Inga underarter finns listade i Catalogue of Life.